# Intercambiador de Transportes de Santa Cruz de Tenerife

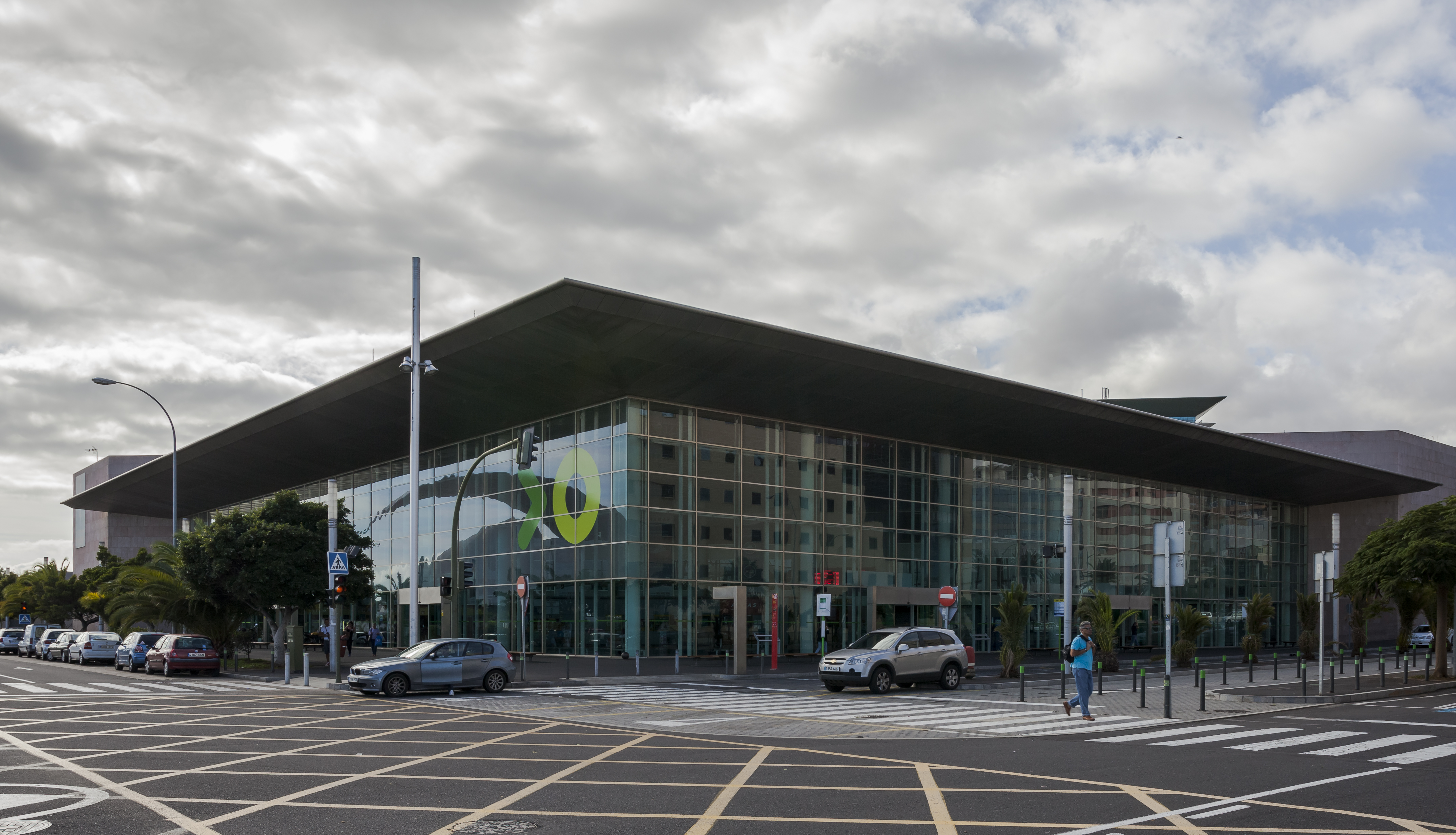
Vista general del intercambiador

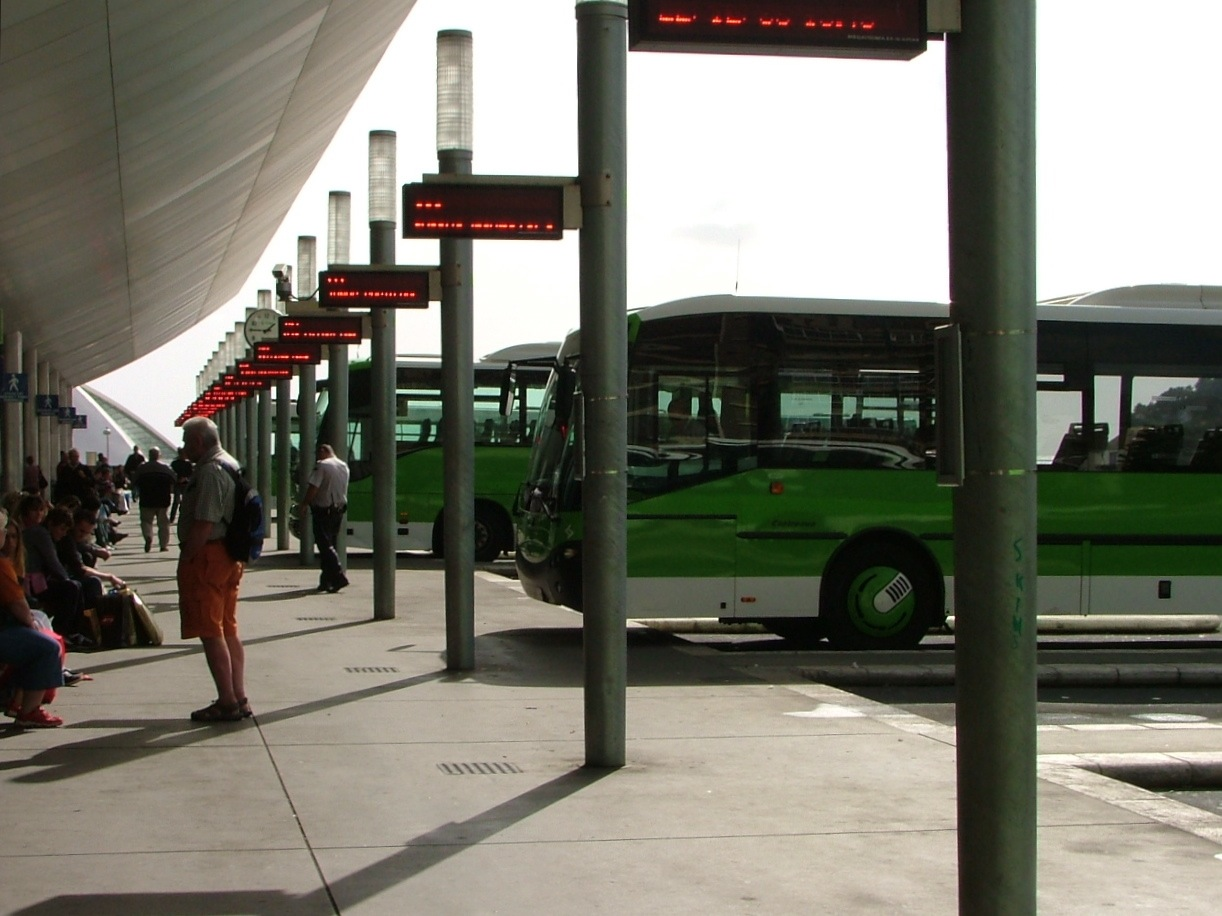
Pasajeros y guaguas de TITSA en la estación de Santa Cruz

El Intercambiador de Transportes de Santa Cruz de Tenerife, inaugurado el 17 de junio de 2006, combina los servicios habituales de una estación de Autobús con los de un aparcamiento para vehículos privados y de tranvía. Está situado en la Avenida Víctor Zurita Soler de la capital tinerfeña, Santa Cruz de Tenerife. Es también llamado la "Estación de guaguas".

## Funciones
El principal objetivo de esta instalación es fomentar el uso del transporte público a través de un novedoso mecanismo de bonificación del aparcamiento para los usuarios del servicio de guaguas y tranvía, beneficiándose de descuentos en el uso del aparcamiento.

## El edificio

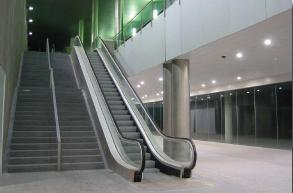
Vista interior del Intercambiador de Transportes

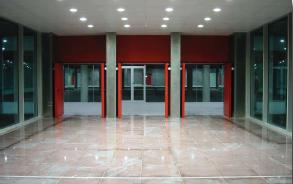
Vista interior del Intercambiador de Transportes

El intercambiador es un inmueble de 66 235 metros cuadrados de superficie total. La superficie interior consta de seis niveles. Los dos más bajos dedicados a aparcamientos e instalaciones propias del mantenimiento de las guaguas. El nivel central contempla el hall y la zona de servicio de los pasajeros. Los dos siguientes niveles acogen oficinas y cocheras y el nivel superior los casetones de instalaciones. En la superficie exterior se encuentran las dársenas y las rampas exteriores.
El aparcamiento para los vehículos privados dispone de 1.416 plazas, al que los usuarios pueden acceder a través de las cuatro entradas y siete salidas habilitadas. Se trata del aparcamiento público más grande de Canarias. El uso medio del intercambiador es de más de 3500 entradas o salidas diarias de guaguas y un número aproximado de nueve millones de pasajeros al año. Se estima que el uso de cada uno de los aparcamientos del Intercambiador elimina ocho movimientos de vehículos en la ciudad, por lo que su uso contribuye a reducir la densidad de tráfico por Santa Cruz de Tenerife, ciudad que se está viendo saturada en este aspecto.
Desde el Intercambiador de Transportes parten guaguas a cualquier punto de la isla. También se encuentra en este la cabecera de la línea 1 del Tranvía de Tenerife que cubre el recorrido entre Santa Cruz de Tenerife y San Cristóbal de La Laguna.
La madrugada del 13 de diciembre de 2011 se desplomaron los aproximadamente mil metros cuadrados de falso techo del edificio, sin que se produjesen heridos.

## Líneas deguaguaen el intercambiador
| Línea     | Dársena | Trayecto | Destino           |
| --------- | ------- | --- | ----------------- |
| 238       | 17      | Santa Cruz - Somosierra - Taco                                                                                | San Matías        |
| 233       | 18      | Santa Cruz - Taco - El Cardonal - Las Chumberas                                                               | Finca España      |
| 232       | 19      | Intercambiador - Somosierra - Taco - El Cardonal                                                              | La Gallega        |
| 231       | 20      | Intercambiador - Los Majuelos                                                                                 | La Gallega        |
| 138       | 21      | Santa Cruz - Tabaiba - Radazul - Tabaiba Baja                                                                 | Santa Cruz        |
| 139       | 21      | Santa Cruz - Tabaiba - Radazul - Tabaiba Baja                                                                 | Santa Cruz        |
| 142       | 21      | Santa Cruz - Añaza - Acorán                                                                                   | Barranco Hondo    |
| 122       | 22      | Santa Cruz - Caletillas - Candelaria - Polígono Güímar                                                        | El Socorro        |
| 120       | 23      | Santa Cruz - Candelaria - Puertito de Güímar                                                                  | Güímar            |
| 126       | 23      | Santa Cruz - HUNSC - Hospital Universitario - Campus Guajara - Sta. María del Mar - Caletillas                | Candelaria        |
| 128       | 23      | Santa Cruz - Candelaria - Arafo                                                                               | Güímar            |
| 10        | 24      | Santa Cruz - San Isidro -                                                                                     | Aeropuerto Sur    |
| 111       | 25      | Santa Cruz - Enlaces autopista Sur - San Isidro - Las Chafiras - Los Cristianos                               | Costa Adeje       |
| 711       | 25      | Santa Cruz - Enlaces autopista Sur - San Isidro - Aeropuerto Sur - Las Chafiras - Los Cristianos              | Costa Adeje       |
| sin línea | 26      | Dársena adaptada para rampas PMR                                                                              |                   |
| 110       | 27      | Santa Cruz - Costa Adeje                                                                                      | Costa Adeje       |
| 112       | 28      | Santa Cruz - Los Cristianos                                                                                   | Los Cristianos    |
| 106       | 29      | Santa Cruz - Enlace Orotava - Enlace Realejos - S. J. de la Rambla                                            | Icod              |
| 108       | 29      | Santa Cruz - La Laguna - Enlace Orotava - Enlace Realejos - S. J. de la Rambla                                | Icod              |
| 100       | 30      | Santa Cruz -                                                                                                  | Puerto de la Cruz |
| 103       | 30      | Santa Cruz - La Laguna -                                                                                      | Puerto de la Cruz |
| 102       | 31      | Santa Cruz - La Laguna - Tacoronte - Enlace Orotova - Las Arenas                                              | Puerto de la Cruz |
| 104       | 31      | Santa Cruz - La Laguna - Tacoronte - La Orotova                                                               | Puerto de la Cruz |
| 105       | 32      | Santa Cruz - Tegueste - Tejina - Bajamar                                                                      | Punta del Hidalgo |
| 015       | 33      | Santa Cruz - Hospital Universitario - Campus Guajara                                                          | La Laguna         |
| 014       | 34, 35  | Santa Cruz - La Cuesta -                                                                                      | La Laguna         |
| 026       | 36      | Santa Cruz - Salud Alto - El Rocío (La Cuesta) - La Piterita - Finca España - Pueblo Hinojosa - La Verdellada | La Laguna         |
| 228       | 37      | Santa Cruz - La Cuesta - Valle Tabares - Valle Jiménez - Las Casillas                                         | Los Campitos      |

| Línea | Dársena | Trayecto                                                                                                  | Destino                                 |
| ----- | ------- | --- | --------------------------------------- |
| 947   | 01      | Intercambiador - San Andrés - El Bailadero - Las Bodegas - La Cumbrilla -                                 | Chamorga                                |
| 946   | 01      | Santa Cruz - Muelle Norte - San Andrés - Taganana - Roque de las Bodegas                                  | Almáciga                                |
| 945   | 02      | Santa Cruz - Muelle Norte - San Andrés                                                                    | Igueste de San Andrés                   |
| 941   | 03      | Intercambiador - Urbanización Añaza - Acorán                                                              | Boca Cangrejo                           |
| 940   | 03      | Intercambiador - Añaza - Urbanización Acorán                                                              | Urbanización Costanera                  |
| 939   | 03      | Intercambiador - Taco - El Sobradillo                                                                     | Llano del Moro                          |
| 937   | 04      | Intercambiador - Taco - Tíncer                                                                            | Cruce El Sobradillo                     |
| 936   | 05      | Intercambiador - Añaza - Santa María del Mar - Taco                                                       | Intercambiador                          |
| 935   | 06      | Intercambiador - Santa María del Mar - Añaza                                                              | Intercambiador                          |
| 934   | 07      | Intercambiador - Taco - Santa María del Mar - Añaza                                                       | Intercambiador                          |
| 933   | 08      | Intercambiador - Taco - Barranco Grande - El Pilar                                                        | El Tablero                              |
| 919   | 08      | Intercambiador - Barranco Santos - La Salud                                                               | Cuesta Piedra                           |
| 917   | 09      | Intercambiador - Muelle Norte                                                                             | Valleseco (La Quebrada)                 |
| 916   | 09      | Intercambiador - Muelle Norte - María Jiménez                                                             | Los Valles                              |
| 910   | 10, 11  | Intercambiador - Muelle Norte - Valleseco - María Jiménez - Cueva Bermeja - Dársena Pesquera - San Andrés | San Andrés]] / Playa de Las Teresitas   |
| 909   | 12      | Intercambiador - La Marina - Muelle Norte                                                                 | Barrio La Alegría                       |
| 908   | 13      | Intercambiador - Tomé Cano - Somosierra/Cmno. del Hierro - Barrio de Ofra - Las Retamas                   | Intercambiador                          |
| 906   | 14      | Intercambiador - Tomé Cano - Benito Pérez Armas - Barrio la Salud                                         | Cuesta Piedra                           |
| 901   | 15      | Intercambiador - Miraflores - Bélgica -La Salud                                                           | Cuesta Piedra                           |
| 902   | 15      | Intercambiador - Plaza Los Patos                                                                          | Barrio Nuevo / Cueva Roja /Los Campitos |

| Línea              | Dársena | Trayecto                                                                                         | Destino                          |
| ------------------ | ------- | ------------------------------------------------------------------------------------------------ | -------------------------------- |
| línea 1            | E       | Santa Cruz - Plaza Weyler - Cruz del Señor - Taco - Hospital Universitario - Campus Guajara      | La Laguna (Trinidad)             |
| 912                | E       | Intercambiador - La Salle - 25 de Junio - Ifara                                                  | Los Campitos                     |
| 914                | E       | Intercambiador - La Salle - Plaza Weyler - Calle El Pilar - Plaza España                         | Intercambiador                   |
| 920                | E       | Intercambiador - La Marina - Ramblas - 3 de Mayo                                                 | Intercambiador                   |
| 921                | E       | Intercambiador - 3 de Mayo - Ramblas - Mercado                                                   | Intercambiador                   |
| 20                 | E       | Santa Cruz - La Laguna                                                                           | Aeropuerto Norte TFN             |
| 014, 137           | E       | Santa Cruz - La Cuesta -                                                                         | La Laguna / Tacoronte            |
| 015, AX20          | E       | Santa Cruz - Enlaces Autopista Norte TF-5                                                        | La Laguna / Aeropuerto Norte TFN |
| 104                | E       | Santa Cruz - La Laguna - Tacoronte - La Orotova                                                  | Puerto de la Cruz                |
| 711                | E       | Santa Cruz - Enlaces autopista Sur - San Isidro - Aeropuerto Sur - Las Chafiras - Los Cristianos | Costa Adeje                      |
| 971                | E       | Intercambiador - Miraflores - La Salud - Vistabella                                              | Las Retamas                      |
| 972                | E       | Intercambiador - Miraflores - La Salud                                                           | Cuesta Piedra                    |
| 934                | E       | Intercambiador - Somosierra - Taco - Santa María del Mar - Añaza - Taco - Somosierra             | Intercambiador                   |
| Naviera Armas      | E       | FerryBus a Puerto de Los Cristianos                                                              | La Gomera / La Palma / El Hierro |
| Fred Olsen Express | E       | FerryBus a Puerto de Los Cristianos                                                              | La Gomera / La Palma             |

## Parada del tranvía
En el Intercambiador de Transportes se encuentra una parada cabecera de la línea 1 del Tranvía de Tenerife, Intercambiador. El día 2 de junio de 2007 fue la primera parada de la línea en ser inaugurada ya que de ella partió el primer convoy hacia su destino final en La Laguna, Trinidad.
| Línea | Origen         | Destino  |
| ----- | -------------- | -------- |
|       | Intercambiador | Trinidad |

### Accesos
- Salida C del hall del nivel 0
- Calle Víctor Zurita Soler